# 中央政治学校研究部旧址
中央政治学校研究部旧址，又称南泉白鶴林清代民居、彭家大院，位於重慶市巴南区南泉街道白鹤村。
1986年4月21日列為九龍坡區第一批區級文物保護單位，1987年1月23日列為重慶市第二批市級文物保護單位初定名單。1992年3月19日列為重慶市第二批市級文物保護單位。2000年9月7日列為第一批重慶市文物保護單位。2009年12月15日作為中央政治學校研究部舊址并入第二批重慶市文物保護單位南泉抗戰遺址群。2013年3月5日列為第七批全國重點文物保護單位。